# Johann Vonmoos
Johann Vonmoos auch in der Kurzform Jon Vonmoos (* 10. Juni 1873 in Ramosch; † 3. März 1956 ebenda), heimatberechtigt in Ramosch, war ein Schweizer Politiker (FDP).

## Leben

### Familie und Beruf
Der reformiert getaufte Johann Vonmmos, Sohn des in Italien tätigen Kaufmanns Not Andri Vonmoos und dessen Ehegattin Ursula geborene Bardola, wechselte nach dem Besuch des Instituts à Porta in Ftan auf die Kantonsschule nach Chur, dort erwarb er 1891 die Maturität. Im Anschluss wandte Johann Vonmoos sich dem Studium der Rechtswissenschaften an den Universitäten Heidelberg, Zürich, München und Berlin zu, das er 1896 mit der Promotion zum Dr. iur. abschloss. Nachdem er in der Folge sein Anwaltspatent in Bern erhalten hatte, führte der Grossgrundbesitzer eine Anwaltskanzlei sowie einen landwirtschaftlichen Betrieb in Ramosch.
Johann Vonmoos war in erster Ehe mit Maria Eva, Tochter des Kaufmanns Florio Tognoni, in zweiter Ehe mit der aus Peist stammenden Elisabeth, Tochter des Lehrers in Chur Johannes Jäger, verheiratet. Er verstarb 1956 82-jährig in seiner Heimatgemeinde Ramosch.

### Politische Laufbahn
Der der Freisinnig-Demokratischen Partei beigetretene Johann Vonmoos wurde 1897 erst 24-jährig in den Bündner Grossen Rat gewählt, dem er anschliessend bis 1914 und von 1919 bis 1947 angehörte, zusätzlich übte er dort 1908 und 1937 das Amt des Standespräsidenten aus. In der Zwischenzeit vertrat er von 1914 bis 1920 seine Partei im Kleinen Rat, dort stand er dem Innen- und Volkswirtschaftsdepartement vor. 1919 wählte ihn das Volk in den Nationalrat, aus dem er 1943 ausschied. Überdies fungierte er von 1897 bis 1901 als Kreispräsident des Kreises Ramosch sowie von 1945 bis 1951 als Bezirksgerichtspräsident.
Der als herausragender Land-, Forst- und Alpwirtschaftspolitiker hervorgetene Johann Vonmoos füllte 20 Jahre das Amt des Präsidenten des Landwirtschaftlichen Klubs der Bundesversammlung aus. Johann Vonmoos gehörte zu den Mitinitiatoren der Hovag, der späteren Ems-Chemie. Von 1939 bis 1952 amtierte er als Verwaltungsratspräsident der Rhätischen Bahn (RhB).

## Publikationen
- Lehrbuch der ladinischen Sprache, Roth & Co., Thusis, 1942
- Mit Jon Semadeni, Administraziun chantunela da mezs d'instrucziun: Cudesch da lectüra per las classas otas da las scoulas ladinas, Administraziun chantunala da mezs d'instrucziun, Cuoira, 1947
- Per via; poesias, Bischofberger, Cuoira, 1953